# 뒤주 (영화)
뒤주는 2024년 개봉 예정인 대한민국의 미스터리, 공포 영화로, 김지운 연출을 맡았다.

## 시놉시스
작가로서의 성공과 정교수가 되길 원하는 아진과 그녀의 제자이자 대학원생인 현아와 우수는 한번 갇히면 죽기 전까지 나올 수 없는 유목민들의 감옥 ‘뒤주’ 전시프로젝트 맡게 된다. 저주가 걸렸다는 이야기는 뒤로 한 채, 프로젝트에 몰두하는 세 사람. 그러나 그것을 만난 후, 세 사람은 자신도 모르게 숨겨뒀던 위험한 욕망들을 드러내고, 뒤주의 저주도 스멀스멀 기어 나와, 현실이 되어가기 시작한다. 당신의 욕망이 저주를 깨웠다

## 제작진

### 감독
- 김지운

### 공동 제작, 배급
- 꿀잼컴퍼니
- 케이티 알파

## 출연

### 주연
- 김인서 : 아진 역
- 박예리 : 현아 역
- 신기환 : 우수 역
- 정상훈 : 남봉섭 역